# 鹿児島カード
株式会社鹿児島カード（英: Kagoshima Card Inc.）は、鹿児島銀行の関連企業の信販会社。
ジェーシービーのフランチャイジーとして、クレジットカード「JCBカード」を、VJAのブラザーカンパニーとして、クレジットカード「VISAカード」を、それぞれ発行している。
カード会員数は116850人、加盟店数8912店（2017年3月末現在）。